# Pangio oblonga
 Pangio oblonga és una espècie de peix de la família dels cobítids i de l'ordre dels cipriniformes.

## Morfologia
- Els mascles poden assolir 8 cm de llargària total.[5]

## Alimentació
Menja invertebrats bentònics.

## Hàbitat
Viu en zones de clima tropical entre 23 °C - 25 °C de temperatura.

## Distribució geogràfica
Es troba al Vietnam, Laos, Cambodja, Tailàndia, Malàisia, Indonèsia, l'Índia, Myanmar i Bangladesh.